# Niedersgegen
Niedersgegen ist ein Ortsteil der Gemeinde Körperich im Eifelkreis Bitburg-Prüm in Rheinland-Pfalz. Das ehemalige Gutsherrendorf beherbergt etwa 100 Einwohner und befindet sich im Deutsch-Luxemburgischen Naturpark.

## Geographische Lage
Niedersgegen liegt südlich von Körperich in einer Entfernung von rund 2,5 km. Durch den Ort fließt der Gaybach, südöstlich des Ortes der Notzenbach. Niedersgegen ist von umfangreichen landwirtschaftlichen Nutzflächen und einigen kleineren Waldgebieten umgeben.

## Geschichte
Laut einer Schenkungsurkunde von 783 führte der Siedlungsbereich über den gesamten Gaybachgrund vermutlich den Namen Geine, denn als solcher ist er als geine an der geihe erwähnt. Daraus entstand dann der Name Jegen, später Gegen. Dazu bildeten sich eigene Schwerpunkte mit Ortsbezeichnungen, im Norden Obersgegen, im Süden Niedersgegen. 1541 wird Niedersgegen dann erstmals mit dieser Bezeichnung urkundlich genannt.
Das Geschlecht derer von Jegen, die den Grafen von Vianden lehnspflichtig waren,  besaß im 15. Jahrhundert in Niedersgegen einen Gutshof. Deren Spuren verlieren sich jedoch und die Güter wurden von anderen Adelsfamilien besessen. 1816 erwarb der Lederfabrikant Richard aus Clerf durch Einheirat die Häuser und Ländereien von Niedersgegen. Er erbaute 1822 eine Gerberei, was einen wirtschaftlichen Aufschwung des Ortes bewirkte. Zudem ließ der Gutsherr noch andere Gebäude für sich und seine Nachkommen errichten.
Am 7. Juni 1969 wurde die bis dahin eigenständige Gemeinde Niedersgegen aufgelöst und aus dieser zusammen mit den ebenfalls aufgelösten Gemeinden Körperich, Obersgegen und Seimerich die heutige Ortsgemeinde Körperich neu gebildet. Vorher, am 1. Juli 1967, wurde die Gemeinde Schloß Kewenig nach Niedersgegen eingemeindet.

## Wappen von Körperich

Das Wappen der heute übergeordneten Gemeinde Körperich wurde in Anlehnung an die fünf Ortsteile der Gemeinde entworfen und stellt diese ebenfalls symbolisch dar.
Wappenbegründung: Die räumlich enger zusammengelegenen ehemaligen Gemeinden Obersgegen, Körperich und Seimerich waren weitgehend bestimmt und beeinflusst von der Commende des Johanniterordens, die ihren Sitz im benachbarten Roth hatte. Für diese Gemeinden sind daher die drei Malteserkreuze – Zeichen des Johanniterordens – aufgenommen worden. Die südlich gelegenen Gemeinden Kewenig und Niedersgegen waren orientiert zur ehemaligen Abtei Echternach. Nach Mitteilung des Staatsarchives Luxemburg führte die Abtei Echternach ein Gleven- (Linien-) Kreuz, belegt von einer Schwurhand im Siegel. Für diese beiden Gemeinden sind daher die beiden Linien aufgenommen und damit alle ehemals selbstständigen Gemeinden im Wappen vertreten. Vor den Johannitern bestand bis 1311 in Roth die Niederlassung des Tempel-Ritter-Ordens. Dieser führte im gevierteilten Schild einen roten Schräg-links-Balken in Gold. Der Schildgrund in Gold ist ebenfalls übernommen. Da die Zeichen somit auf „goldenem Grund“ stehen, liegt zudem auch ein redendes Wappen vor, da das Gebiet der jetzt zusammengeschlossenen Gemeinden im Volksmund „Goldener Grund“ genannt wird.

## Kultur und Sehenswürdigkeiten

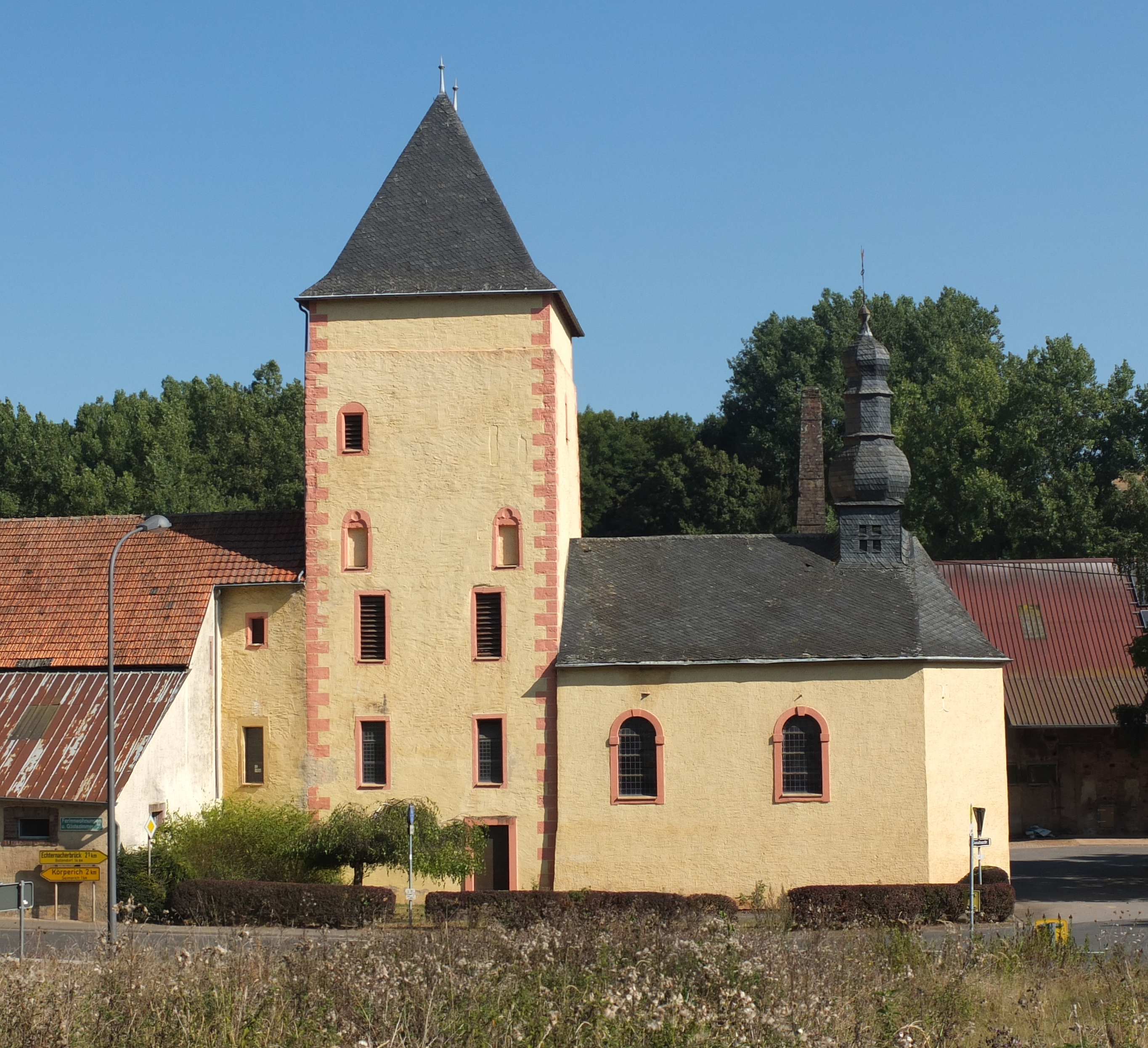
Filialkirche St. Dionysius (mittelalterlicher Wohnturm mit Kapelle)
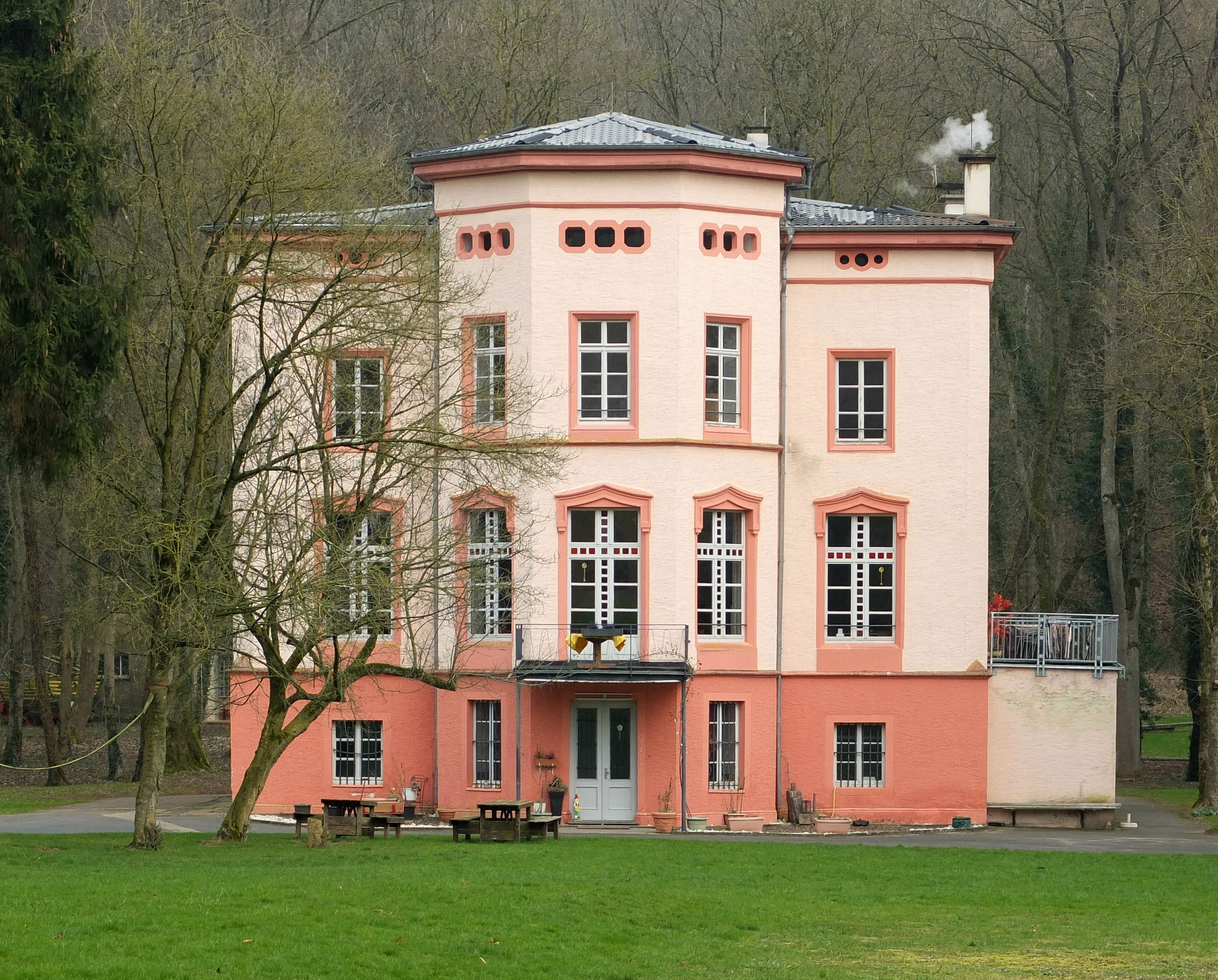
Ehemaliges Gutsherrenschloss Bouvier, jetzt Schullandheim
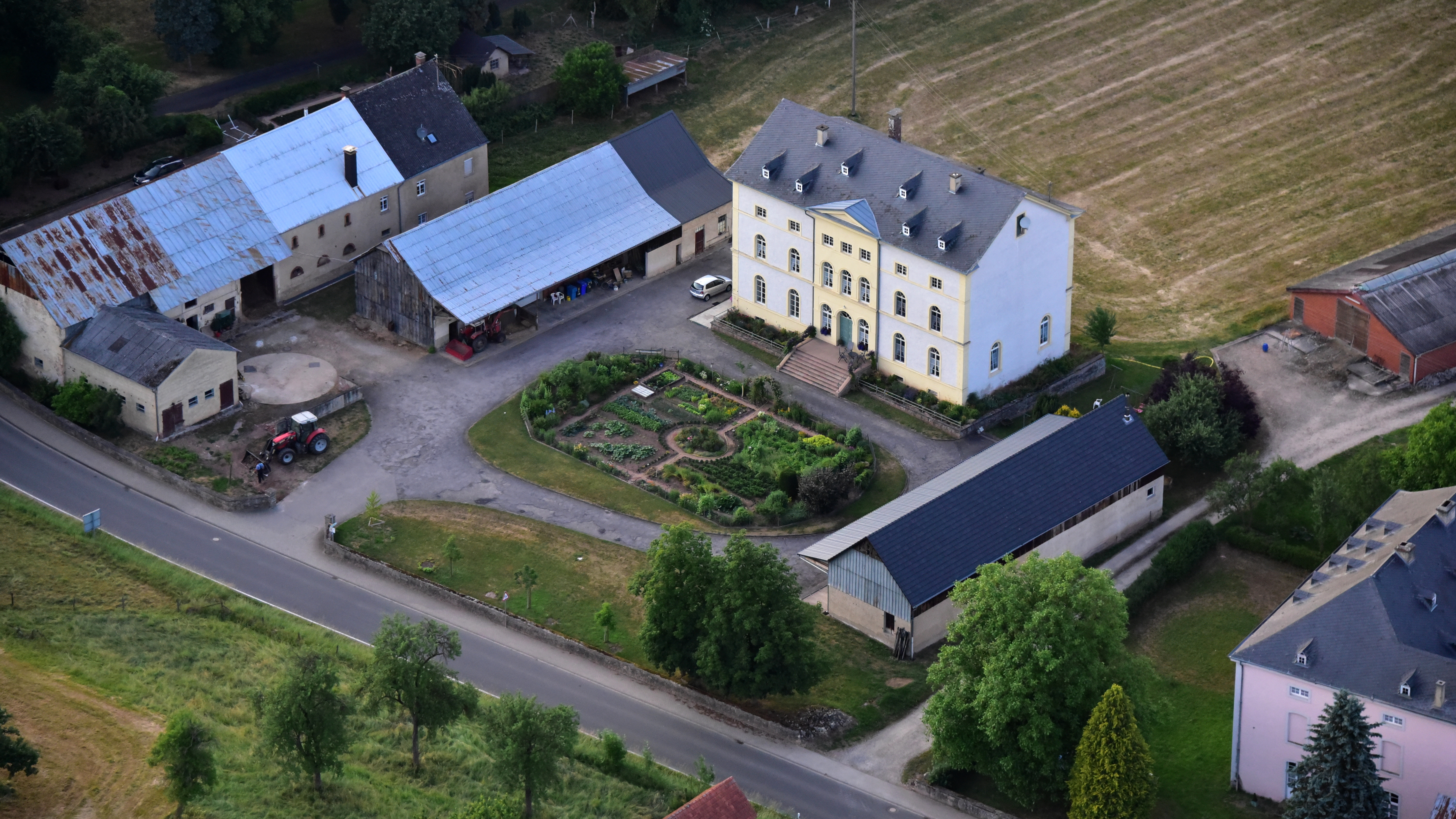
Hofgut Mertz, Niedersgegen, Luftaufnahme (2017)
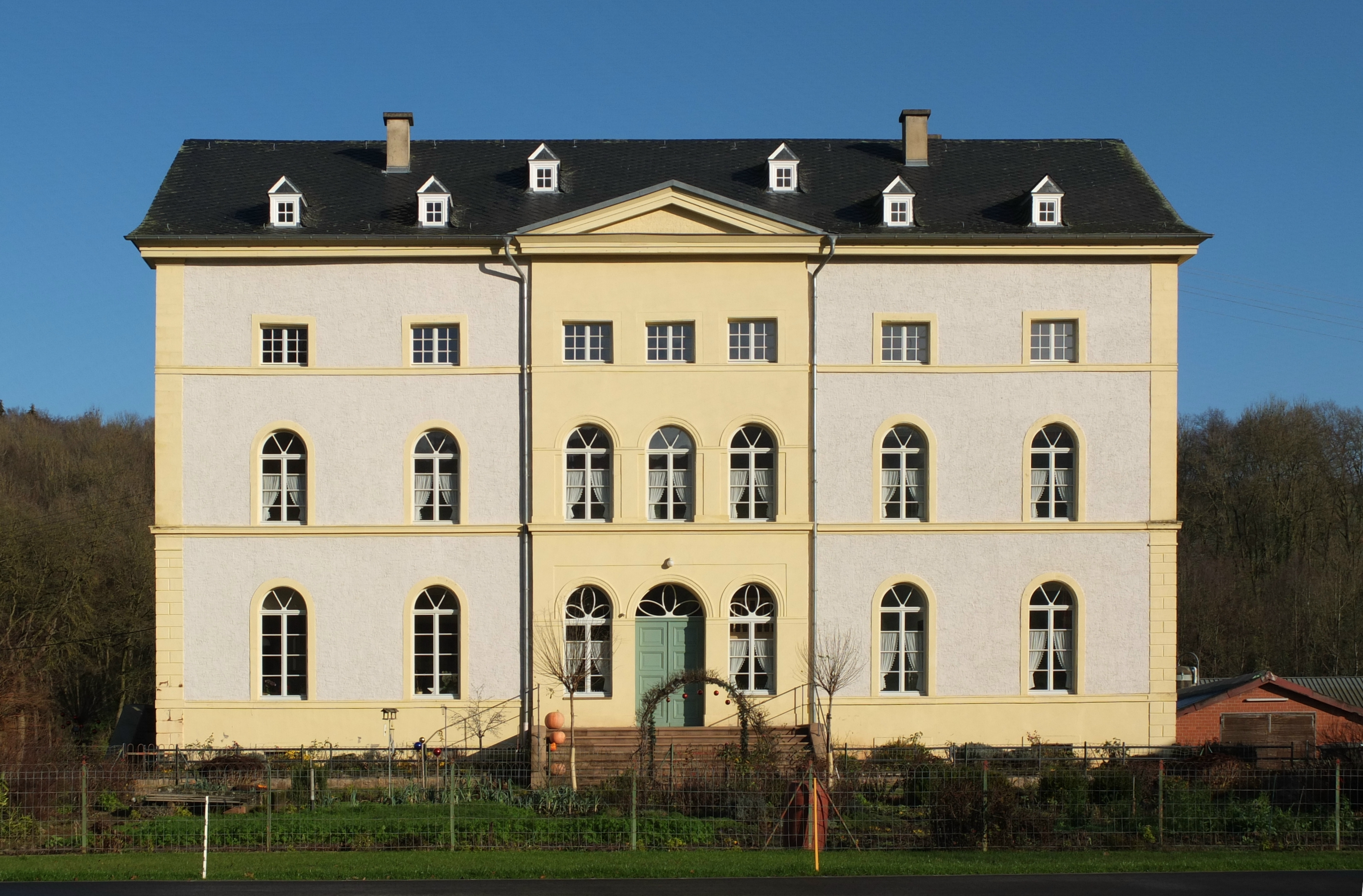
Hofgut Mertz, Niedersgegen, Ansicht SW
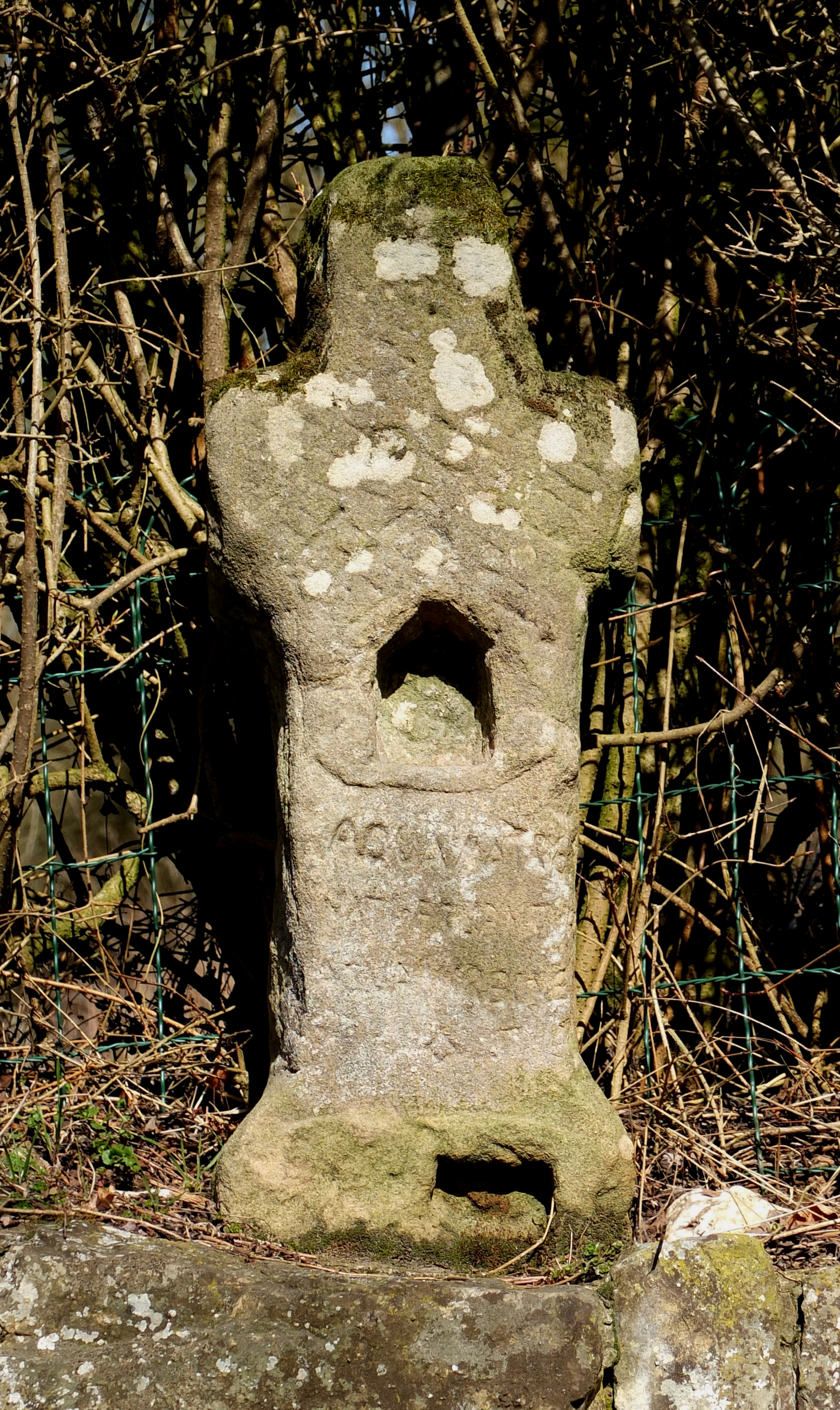
Wegekreuz in der Schlossstraße

- Die römisch-katholische Filialkirche St. Dionysius besteht aus einem mittelalterlichen fünfgeschossigen Wohnturm (14. oder 15. Jh.)[3] mit angebauter Kapelle. Die Kapelle kam 1734 dazu, zuvor war der Wohnturm Bestandteil eines Gutshofes, der 1822 bis auf diesen abgerissen wurde. Die Kapelle wurde der Gemeinde 1923 seitens der Familie Bouvier als Geschenk überlassen. Das Erdgeschoss des Wohnturms wurde im Zuge einer Renovierung 1967 mit dem Kirchengebäude vereinigt.
- Das einstige Gutsherrenschloss, im Denkmalbericht des Landes als „Schloss Bouvier“ bezeichnet, liegt in einer Parkanlage. Es wird seit 1958 vom Hansagymnasium Köln als Schullandheim genutzt.[4]
- Das siebenachsiges Herrenhaus (Schlossgut Petry) wurde 1823 nach dem Vorbild von Schloss Weilerbach bei Bollendorf erbaut. Im Tapetenzimmer ist, nach Voranmeldung, die tragische Liebesgeschichte aus dem Roman „Paul et Virginie“ von Jacques-Henri Bernadin de St.Pierre als Drucktapete zu besichtigen.[5]
- Im Park des Schullandheims stehen mehrere über 200-jährige Bäume (Eiche, Platane, Linde, Blutbuche).
 Siehe auch: Liste der Naturdenkmale in Körperich
- Donatuskapelle aus dem Jahre 1718, daneben die Mauern eines Hofes von 1716.

Siehe auch: Liste der Kulturdenkmäler in Körperich